# Резолюция 505 на Общото събрание на ООН
Резолюция №505 е приета от Общото събрание на Организацията на обединените нации (ООН) на 1 февруари 1952 г. по време на неговата 6-та сесия, след като Република Китай (Тайван) се оплаква от СССР пред ООН.
Нейното пълно заглавие е "Заплахи за политическата независимост и териториалната цялост на Китай и за мира в Далечния изток, произтичащи от съветски нарушения на съветско-китайския договор за приятелство и съюз, сключен на 14 август 1945 г., и от съветски нарушения на Хартата на Организацията на обединените нации."